# Lygosoma popae
Espèce
Synonymes
- Riopa popae Shreve, 1940

Lygosoma popae est une espèce de sauriens de la famille des Scincidae.

## Répartition
Cette espèce est endémique de Birmanie.

## Étymologie
Cette espèce est nommée en référence au lieu de sa découverte : le mont Popa.

## Publication originale
- Shreve, 1940 : Reptiles and amphibians from Burma with descriptions of three new skinks. Proceedings of the New England Zoölogical Club, vol. 18, p. 17-26.